# Сламената шапка
Сламената шапка (на руски: „Соломенная шляпка“) е съветски двусериен музикален телевизионен филм, продуциран от Lenfilm през 1974 г. от режисьора Леонид Квинихидзе, базиран на едноименната водевилна пиеса от 1851 г. на Йожен Марен Лабиш и Марк-Мишел. Премиерата се състоя в първата програма на Централната телевизия на СССР на 4 януари 1975 г.

## Сюжет
Леонидас Фадинар (Андрей Миронов), привлекателен рентиер, гулвиса и любовник, решава да сложи край на ергенския си живот и да се ожени за дъщерята на богатия провинциален градинар Нонанкур (Владислав Стржелчик). Сватбеното шествие е на път, но младоженецът все още не е приключил с делата си: конят на Фадинар случайно изяде сламената шапка на мадам Бопертюи (Катерина Василиева), която заедно с любовника си окупира къщата на Фадинар и отказва да я напусне, докато той не донесе нейната абсолютно същата шапка, за да я спаси от подозренията на ревнив съпруг. Но намирането на нова шапка вместо това не е толкова лесно, колкото изглеждаше, и Фадинар започва одисея, за да намери сламена шапка на цена от цели 500 франкове.

## Създатели
- Сценарий и продукция — Леонида Квинихидзе
- Главен оператор е Евгений Шапиро
- Главен художник е Борис Биков
- Композитор — Исак Шварц
- Автор на текста е Булат Окуджава
- Звуков оператор — Халина Горбоносова
- Редакция на Александра Боривска

## В ролите
- Андрей Миронов — Леонидас Фадинар, годеник
- Владислав Стржелчик - Антоан Петипие Нонанкур, бащата на булката
- Зиновий Герд е мосю Тардиво, счетоводител в магазина на мадам Бокардон
- Юхим Копелян - Мосю Бопертюи
- Катерина Василиева - Мадам Анаис Бопертюи, господарка на шапката
- Людмила Гурченко - Клара Бокардон, собственичка на магазин за шапки
- Алис Фройндлих е баронеса дьо Шампини, организатор на музикалната вечер
- Михаил Козаков — виконт дьо Розалба
- Игор Кваша е лейтенант Емил Таверние
- Александър Беняминов е чичо на Везина
- Владимир Татосов - Феликс, слугата на Фадинар
- Ирина Магуто - Виржини, слуга на Бопертюи
- Марина Старих - Елен Нонанкур, годеницата на Фадинар (озвучена от Халина Чигинска)
- Сергей Михицко - Бобен, братовчед на булката (ролята е озвучена от Александър Демяненко)
- Михаил Боярски — Нинарди, италиански певец
- Сергей Боярски е дежурен офицер в караулката

## Снимане
Идеята за филма се появи на Леонид Квинихидзе веднага след заснемането на филма "провалът на инженер Гарин". Първоначално Олег Борисов се смяташе за главната роля, но се нуждаеше от спешно лечение, а Андрей Миронов получи ролята (Людмила Гурченко по-късно си спомня: "събрахме се, за да оформим брилянтния Андрю и го направихме"). Нона Терентиева първоначално е поканена да играе ролята на Клара, но Гурченко се оказва по-убедителен на прослушванията. В епизодичната роля на обикновен фенерджия се появява драматургът Михаил Рошчин, който след това има афера с Екатерина Василиева, която участва във филма. Алиса Фриндлих, известна на публиката само с драматичните си роли, се появи в киното за първи път в комедиен образ. Андрей Миронов се научава да стои на седлото по време на снимките.
Снимките са проведени в Тарту и Санкт Петербург. На снимачната площадка имаше спокойна атмосфера: актьорите играеха помежду си, отдаваха се на малки игриви приключения. Квинихидзе, който оценявал импровизациите, заповядал да не се изключва камерата, без значение какво се е случило. В резултат на това филмът включва много епизоди, които не са в сценария — например сцени, когато перука пада от героя на Михаил Козаков по време на дуел или когато Миронов целува Фриндлих в присъствието на Боярски. Козаков подхожда към образа на Виконт де Росалба с известна свобода, създавайки образа на Денди с несигурна сексуална ориентация; чувайки забележката на актьора за "Поляна с крави и овчарче", Миронов се засмя: "ти си луд! Ще затворят всичко в ада!", но сцената беше включена във филма. Александър Беняминов (вуйчо Везине) не можел да си спомни текста на автора и постоянно импровизирал.
Филмът стана първата забележителна роля за Михаил Боярски: "упоритото око на режисьорите ме разбра като определен художник", млад, като италианец."Бях Космат, донякъде като италианец и като цяло не развалих картината. Актьорът се изказа високо за Алиса Фриндлих, която му помогна с ценни съвети:"зад нейния фен можете да скриете всеки амбициозен художник".